# Jarosław Iwaszkiewicz

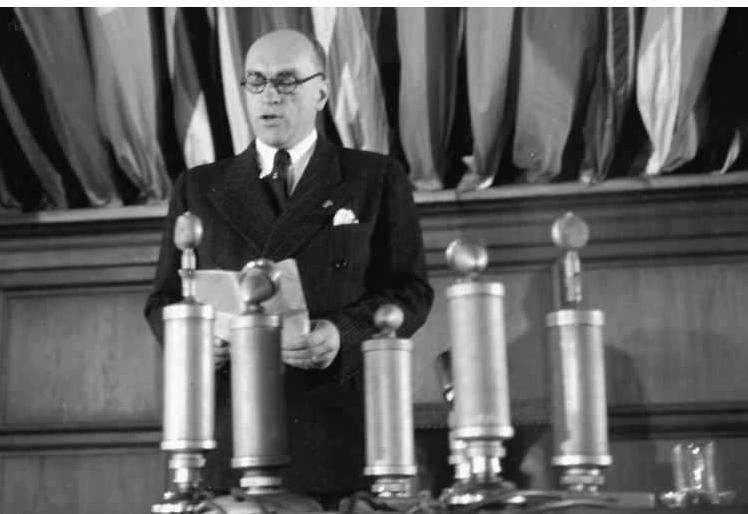
Jarosław Iwaszkiewicz przemawia na Kongresie Pokoju w 1948 roku

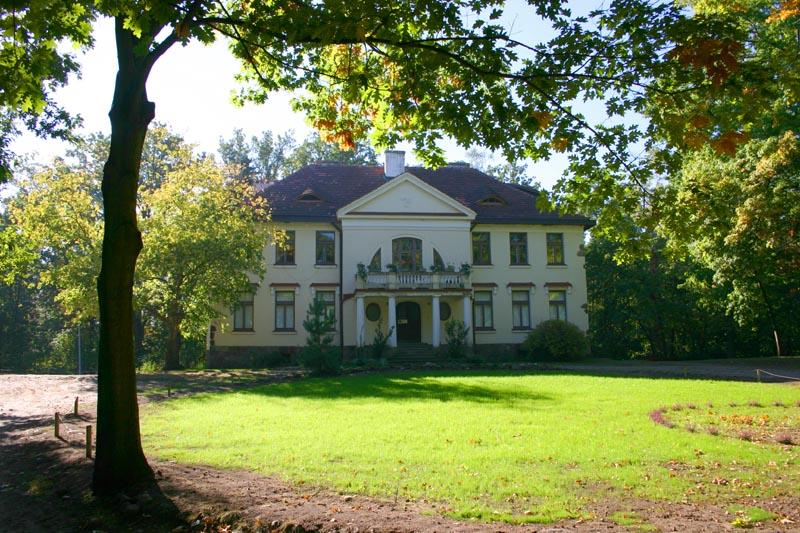
Willa Iwaszkiewiczów w Stawisku

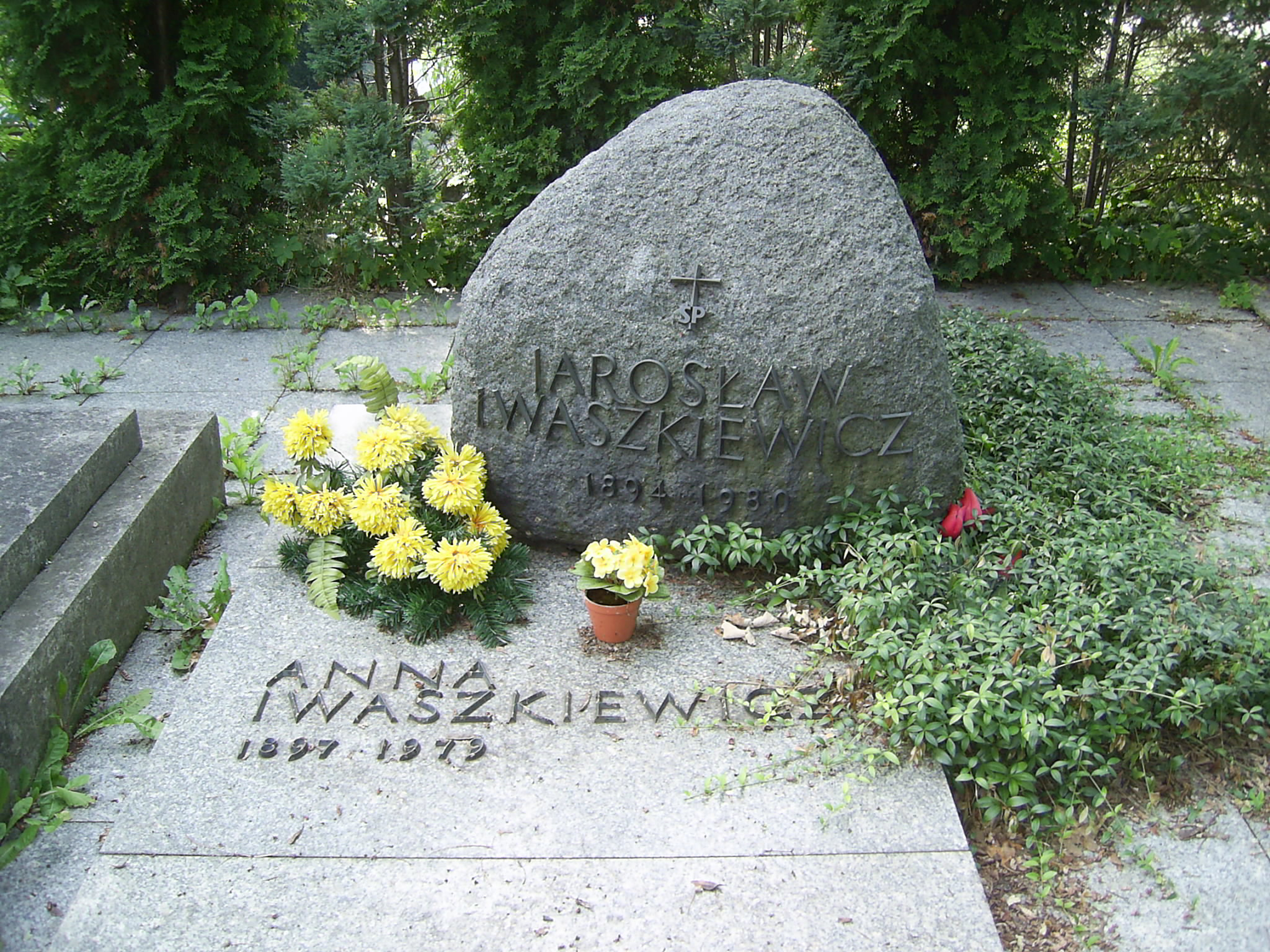
Grób Iwaszkiewiczów na cmentarzu w Brwinowie

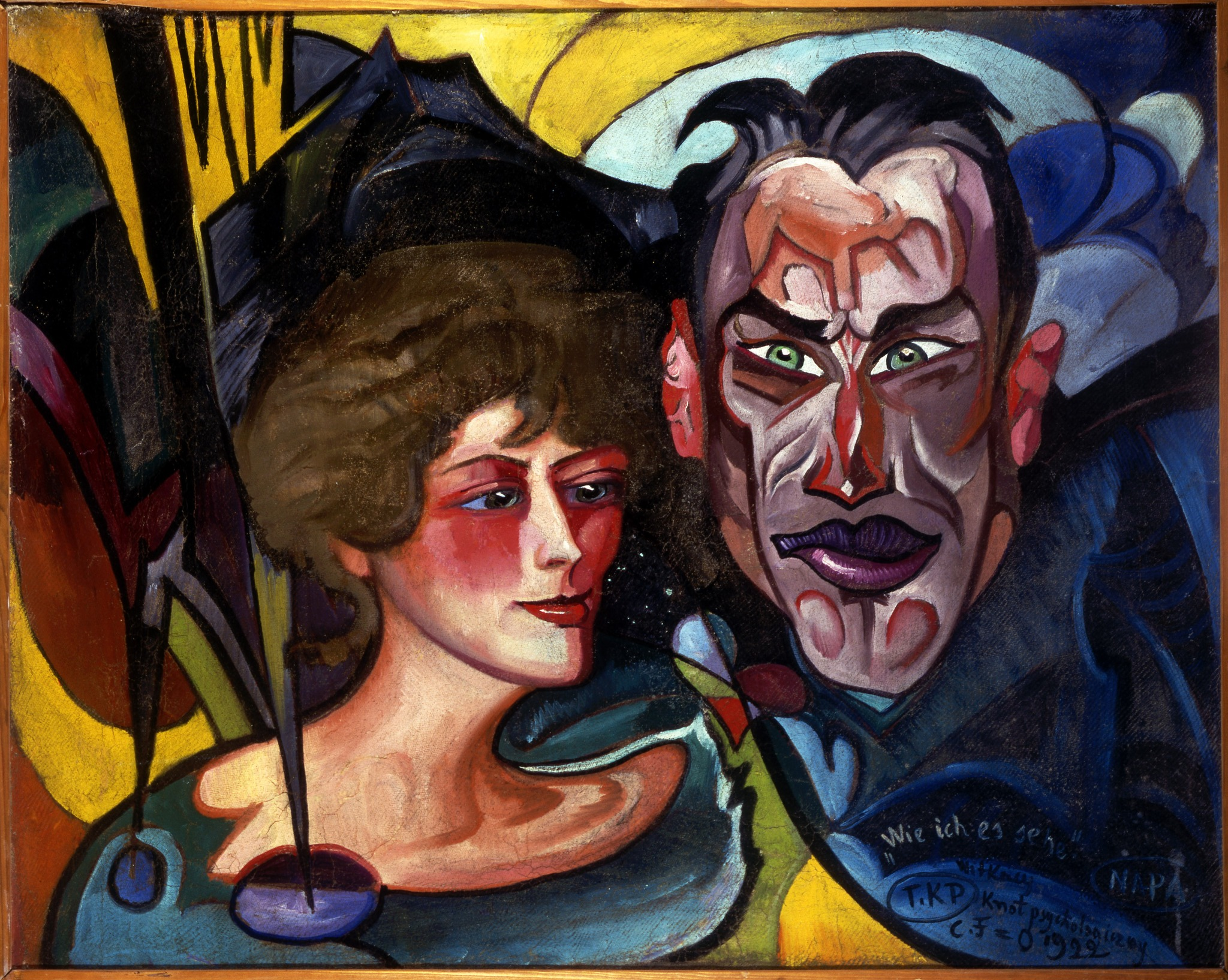
Stanisław Ignacy Witkiewicz, portret Anny i Jarosława Iwaszkiewiczów

Jarosław Leon Iwaszkiewicz, ps. Eleuter (ur. 8 lutego?/20 lutego 1894 w Kalniku, zm. 2 marca 1980 w Warszawie) – polski prozaik, poeta, eseista, tłumacz i librecista.
Współtwórca grupy poetyckiej Skamander, współpracownik „Wiadomości Literackich”, w latach 1955–1980 redaktor naczelny miesięcznika literackiego „Twórczość”, w latach 1959–1980 prezes Związku Literatów Polskich; dyplomata, w latach 1952–1980 poseł na Sejm PRL I, II, III, IV, V, VI i VII kadencji. Czterokrotnie nominowany do Nagrody Nobla w dziedzinie literatury (1957, 1963, 1965, 1966). Budowniczy Polski Ludowej, Sprawiedliwy wśród Narodów Świata, laureat Leninowskiej Nagrody Pokoju.

## Życiorys
Urodzony jako Leon Iwaszkiewicz (imię metrykalne), nazywany imieniem Jarosław w najbliższej rodzinie (w oficjalnych dokumentach zapisano je dopiero po 1945). Jego ojciec Bolesław oraz stryj Zygmunt walczyli w powstaniu styczniowym. W setną rocznicę jego wybuchu zadedykował im opowiadanie Heydenreich. 
Wujem Jarosława Iwaszkiewicza – bratem jego matki z domu Piątkowskiej – był artysta malarz i krytyk artystyczny Henryk Piątkowski. Jarosław Iwaszkiewicz umieścił bowiem w swych Rozmowach o książkach następujące zdanie: „Nawet mój wujaszek Henryk Piątkowski ukazał mi się tutaj z innej, nieznanej dotychczas strony”.
Naukę rozpoczął w 1902 w szkole w Warszawie, w 1904 przeniósł się wraz z rodziną do Jelizawetgradu (dziś Kropywnycki), gdzie uczęszczał do liceum, a od 1909 mieszkał i uczył się w Kijowie w liceum nr 4. W tymże liceum, w związku z poznaniem uzdolnionych artystycznie kolegów (zwłaszcza Mikołaja Niedźwiedzkiego, którego określał jako swój uniwersytet) oraz nauczycieli, podjął pierwsze próby twórcze, głównie w zakresie komponowania utworów muzycznych, ale także poezji. Po maturze rozpoczął studia prawnicze na Uniwersytecie Kijowskim, których jednak nie ukończył. Studiował także w konserwatorium w Kijowie.
Pod koniec nauki w liceum i na początku studiów pracował też jako korepetytor, odbywając wtedy wiele podróży po dworach polskich i rosyjskich na terenie Polski i Ukrainy Naddnieprzańskiej, z których wrażenia stały się kanwą licznych późniejszych utworów. Szczególnie istotny dla jego twórczości był pobyt w Byszewach k. Łodzi i znajomość z tamtejszym środowiskiem szlacheckim. W 1918, w związku z rozszerzającym się chaosem rewolucyjnym na Kijowszczyźnie, wyjechał do Warszawy.
Latem 1920, w czasie wojny z bolszewikami, wstąpił do stacjonującego w Ostrowie Wielkopolskim 221. Pułku Piechoty złożonego głównie z ochotników (towarzyszył mu m.in. Aleksander Wat). Od 1928 zamieszkał wraz z żoną w Podkowie Leśnej w posiadłości Stawisko. Dzisiaj znajduje się w niej muzeum.
W latach 1923–1925 był sekretarzem marszałka Sejmu Macieja Rataja. Od 1927 pracował w dyplomacji. Pełnił obowiązki sekretarza poselstwa RP w Kopenhadze (1932–1935) i Brukseli (1935–1936).
W czasie II wojny światowej działał w strukturach Polski podziemnej w wydziale kultury i sztuki. Współpracował z prof. Stanisławem Lorentzem przy ratowaniu zabytków kultury. Willa w Stawisku przez cały okres okupacji, a zwłaszcza po upadku powstania warszawskiego, była schronieniem dla wielu Polaków i Żydów zagrożonych aresztowaniem. W szczytowym momencie w majątku ukrywało się ponad 40 osób (za pomoc Żydom w czasie okupacji został w dniu 21 stycznia 1988 wraz z żoną uhonorowany medalem Sprawiedliwy wśród Narodów Świata).
Od marca 1947 do grudnia 1948 wydawał pismo „Nowiny Literackie”, które miały w jego zamierzeniu wznowić tradycje „Wiadomości Literackich”. W latach 1945–1946, 1947–1949 i 1959–1980 pełnił funkcję prezesa Związku Literatów Polskich. W latach 1955–1981 był redaktorem naczelnym „Twórczości”. Od 1958 był także członkiem prezydium Ogólnopolskiego Komitetu Frontu Jedności Narodu. Od 1952 do 1980 bezpartyjny poseł na Sejm PRL I, II, III, IV, V, VI i VII kadencji (podczas trzech ostatnich kadencji – w 1969, 1972 i 1976 – otwierał pierwsze posiedzenia jako marszałek senior). Był też przewodniczącym Polskiego Komitetu Obrońców Pokoju.
6 marca 1953 wszedł w skład Ogólnonarodowego Komitetu Uczczenia Pamięci Józefa Stalina. Od 1962 był członkiem Ogólnopolskiego Komitetu Pokoju. W czerwcu 1968 wszedł w skład Komitetu Honorowego obchodów 500. rocznicy urodzin Mikołaja Kopernika. W 1969 był członkiem Komisji Nagród Ministerstwa Kultury i Sztuki. Od 1971 był także członkiem Obywatelskiego Komitetu Odbudowy Zamku Królewskiego w Warszawie.
Pochowany z pełnymi honorami 4 marca 1980 (na jego życzenie w mundurze górniczym) na cmentarzu w Brwinowie pod Warszawą. W pogrzebie uczestniczyli m.in. członkowie najwyższych władz partyjnych i państwowych: przewodniczący Rady Państwa prof. Henryk Jabłoński, Alojzy Karkoszka, Jerzy Łukaszewicz, Tadeusz Wrzaszczyk, marszałek Sejmu Stanisław Gucwa, wiceprzewodniczący Centralnego Komitetu Stronnictwa Demokratycznego Tadeusz Kałasa, kierownik Wydziału Kultury KC PZPR Bogdan Gawroński, kierownik Wydziału Prasy, Radia i Telewizji KC PZPR Kazimierz Rokoszewski, minister kultury i sztuki Zygmunt Najdowski oraz przewodniczący Komitetu do spraw Radia i Telewizji Maciej Szczepański.
Muzeum życia i twórczości Jarosława Iwaszkiewicza (Muzeum Anny i Jarosława Iwaszkiewiczów) otwarto po śmierci pisarza w willi Stawisko w Podkowie Leśnej.

## Życie prywatne
W 1922 poślubił Annę Lilpop, pisarkę i tłumaczkę literacką, z którą miał dwie córki: Marię (1924–2019) i Teresę (1928–2012). W 1947 Iwaszkiewiczowie adoptowali ocalałego z rzezi Woli (1944) Wiesława Kępińskiego (1932–2023). Dalekim krewnym poety był kompozytor Karol Szymanowski.
Jarosław Iwaszkiewicz był biseksualny. Motywy homoseksualne były poruszane przez niego zarówno w poezji, jak i w prozie. W swoich zapiskach intymnych, dzienniku i listach wprost określa siebie jako homoseksualistę. Wynikało to raczej z jego generacyjnych przyzwyczajeń do określeń z poprzedniej epoki. W świetle współczesnego rozumienia orientacji seksualnych i jego biografii można scharakteryzować go jako osobę biseksualną.

## Twórczość
Debiutował w 1915 wierszem Lilith w kijowskim piśmie „Pióro”. Debiut książkowy to Oktostychy w 1919.

### Poezja
- Oktostychy – 1919
- Dionizje – 1922
- Kasydy zakończone siedmioma wierszami (proza poetycka i wiersze) – 1925
- Księga dnia i księga nocy. Poezje – 1929
- Powrót do Europy – 1931
- Lato 1932 – 1933
- Inne życie – 1938
- Wiersze wybrane – 1946
- Ody olimpijskie – 1948
- Warkocz jesieni i inne wiersze – 1954
- Ciemne ścieżki – 1957
- Dzieła. Wiersze – 1958
- Jutro żniwa – 1963
- Krągły rok – 1967
- Xenie i elegie – 1970
- Śpiewnik włoski – 1974
- Albumy Tatrzańskie – 1976
- Mapa pogody – 1977
- Muzyka wieczorem – 1980

### Powieści, nowele i opowiadania
- Zenobia Palmura (powieść poetycka) – 1920
- Legendy i Demeter – 1921 (zawartość: Legenda o św. Merkurym Smoleńskim, Legenda o Baszcie św. Bazylego, Legenda o św. Balbinie Nieznanej, Gody jesienne, Demeter)
- Hilary, syn buchaltera (powieść) – 1923
- Ucieczka do Bagdadu (powieść) – 1923
- Siedem bogatych miast nieśmiertelnego Kościeja (proza poetycka) – 1924
- Księżyc wschodzi (powieść) – 1925
- Pejzaże sentymentalne (opowiadania i felietony) – 1926 (zawartość: Przedmowa, Czytanie Sienkiewicza, Morze, Pod Howerlą, Jak się po Polsce jeździ samochodem, Dojazd do Zakopanego, Wieczór wigilijny, Wiosna w Paryżu, Śnieg, Odwiedziny u Karola Ludwika Philippe, List o piesku naczelnika stacji Conegliano, Niebo, Muzyka gór, Sandomierz, Wiosna i wojny 1918, Poziomka, Ojczyzna Peyrola i Misillona, Ranek w Bois de Boulogne, Nocleg w górach)
- Zmowa mężczyzn (powieść) – 1930
- Panny z Wilka (zbiór opowiadań) – 1932 (zawartość: Panny z Wilka, Brzezina)
- Czerwone tarcze (powieść) – 1934
- Młyn nad Utratą (opowiadania) – 1936 (zawartość: Nauczyciel, Młyn nad Utratą)
- Dwa opowiadania – 1938 (zawartość: Słońce w kuchni, Anna Grazzi)
- Pasje błędomierskie (powieść) – 1938
- Stara cegielnia. Młyn nad Lutynią (opowiadania) – 1946
- Nowa miłość i inne opowiadania – 1946 (zawartość: Nowa miłość, Róża, Zygfryd, Bitwa na równinie Sedgemoor, Matka Joanna od Aniołów)
- Nowele włoskie – 1947 (zawartość: Koronki weneckie I, Koronki weneckie II, Kongres we Florencji, Voci di Roma, Hotel Minerwa, Powrót Prozerpiny, Stracona noc)
- Wycieczka do Sandomierza (powieść dla młodzieży) – 1953
- Ucieczka Felka Okonia (opowiadania) – 1954
- Opowiadania. 1918–1953, t. I–II – 1954 (zawierają oprócz wcześniej drukowanych: Przy moście, Śniadanie u Teodora, Ikar, Światła małego miasta, Cmentarz w Toporowie, Młyn nad Kamionną)
- Opowieści zasłyszane – 1954 (zawartość: Opowiadanie prowansalskie, Opowiadanie argentyńskie, Borsuk, Kwartet Mendelssohna, Opowiadanie z krainy Papuasów, Opowiadanie brazylijskie)
- Dzieła. Proza poetycka; Dzieła. Powieści, t. I–II; Dzieła. Opowiadania, t. I–II – 1958
- Tatarak i inne opowiadania – 1960 (zawartość: Dziewczyna i gołębie, Dzień sierpniowy, Opowiadanie szwajcarskie, Tatarak, Jadwiga (Dzień kwietniowy), Wiewiórka, Dzień listopadowy)
- Kochankowie z Marony (powieść) – 1961
- Sława i chwała (powieść), t. I – 1956; t. II – 1958; t. III – 1962
- Heydenreich. Cienie (opowiadania) – 1964
- O psach, kotach i diabłach (opowiadania) – 1968 (zawartość: Opowiadanie z psem, Opowiadanie z kotem, Wzlot, Kościół w Skaryszewie)
- Ogrody (opowiadania) – 1974 (zawartość: Sny, Ogrody, Sérénité)
- Jan Sebastian Bach, seria Wielcy ludzie nauki i kultury, wyd. PETRUS, Kraków 2014.

### Dramaty
- Kochankowie z Werony. Tragedia romantyczna w trzech aktach – 1929
- Lato w Nohant. Komedia w trzech aktach – 1937
- Maskarada. Melodramat w czterech aktach – 1939
- Odbudowa Błędomierza. Sztuka w trzech aktach – 1951
- Dzieła. Dramaty – 1958

### Przekłady
W 1954 przełożył dwie sztuki Williama Shakespeare’a: Romea i Julię oraz Hamleta.

### Libretto
- Król Roger – 1926

### Scenariusz filmowy
- Nad Niemnem – 1939

### Wspomnienia
- Książka o Sycylii – 1956
- Książka moich wspomnień – 1957
- Gniazdo łabędzi. Szkice z Danii – 1962
- Petersburg – 1976
- Podróże do Włoch – 1977
- Podróże do Polski – 1977
- Portrety na marginesach – 2004

### Korespondencja
- Jarosław Iwaszkiewicz, Roman Kosteła, Listy – 1991
- Jerzy Andrzejewski, Jarosław Iwaszkiewicz, Listy – 1991
- Jarosław Iwaszkiewicz, Listy z Ostrowa – 1991
- Wincenty Burek, Jarosław Iwaszkiewicz, Sandomierz nas połączył. Korespondencja z lat 1945–1963 – 1995
- Mieczysław Grydzewski, Jarosław Iwaszkiewicz, Listy 1922–1967 – 1997
- Portret młodego artysty. Listy Józefa Rainfelda do Jarosława Iwaszkiewicza, 1928–1938. Z notatkami adresata – 1997
- Jarosław Iwaszkiewicz, Teresa Jeleńska, Konstanty Jeleński, Korespondencja – 2008
- Jarosław Iwaszkiewicz, Listy do córek – 2009
- Andrzej Bobkowski, Tobie zapisuję Europę. Listy do Jarosława Iwaszkiewicza – 2009
- Czesław Miłosz, Jarosław Iwaszkiewicz, Portret podwójny wykonany z listów, wierszy, zapisków intymnych, wywiadów i publikacji – 2011
- Anna i Jarosław Iwaszkiewiczowie, Listy 1922–1926 – 2012; Listy 1927–1931 – 2012; Listy 1932–1939 – 2014; Listy 1949–1950 – 2018
- Jarosław Iwaszkiewicz, Andrzej Wajda, Korespondencja – 2013
- Jarosław Iwaszkiewicz, Wiesław Kępiński, Męczymy się obaj. Korespondencja z lat 1948–1980 – 2014
- Paweł Hertz, Anna i Jarosław Iwaszkiewiczowie, Korespondencja. T. 1: 1934–1948; T. 2: 1949–1980 – 2015
- Eugeniusz Kabatc, Pogoda burzy nad Palermo z listami Jarosława Iwaszkiewicza do autora – 2016
- Anna Król (oprac.), Wszystko jak chcesz. O miłości Jarosława Iwaszkiewicza i Jerzego Błeszyńskiego – 2017

### Dzienniki
- Jarosław Iwaszkiewicz, Dzienniki 1911–1955 – 2007
- Jarosław Iwaszkiewicz, Dzienniki 1956–1963 – 2010
- Jarosław Iwaszkiewicz, Dzienniki 1964–1980 – 2011

### Wiersze Iwaszkiewicza jako teksty piosenek
- 1979: Czesław Niemen, pocztówka dźwiękowa Nim przyjdzie wiosna – tekst utworu „Nim przyjdzie wiosna”
- 1997: Grzegorz Turnau, album Tutaj jestem – tekst utworu „Takiej drugiej nocy”
- 2015: Mirosław Czyżykiewicz, album Muzyka wieczorem – teksty wszystkich utworów

## Ordery i odznaczenia
- Order Budowniczych Polski Ludowej
- Krzyż Wielki Orderu Odrodzenia Polski (1974)[19]
- Order Sztandaru Pracy I klasy (22 lipca 1949)[20]
- Krzyż Komandorski z Gwiazdą Orderu Odrodzenia Polski (13 lutego 1954)[21][22]
- Złoty Krzyż Zasługi (dwukrotnie: 15 czerwca 1946[23], 17 września 1946[24])
- Złoty Wawrzyn Akademicki (7 listopada 1936)[25][26]
- Medal 10-lecia Polski Ludowej (19 stycznia 1955)[27]
- Medal 30-lecia Polski Ludowej (1974)
- Odznaka 1000-lecia Państwa Polskiego (1963)[28]
- Odznaka tytułu honorowego „Zasłużony Górnik PRL” (1978)[29]
- Brązowy Medal „Za zasługi dla obronności kraju” (1967)[30]
- Odznaka honorowa „Za zasługi dla Gdańska” (1960)[31]
- Honorowa Odznaka Miasta Łodzi (1970)[32]
- Złota odznaka honorowa „Za Zasługi dla Warszawy” (1978)[33]
- Złota odznaka „Za zasługi w rozwoju województwa katowickiego” (1978)[34]
- Odznaka „Zasłużony dla Teatru Polskiego” (1977)[35]
- Medal „Za zasługi w rozwoju współpracy kulturalnej między Polską a Związkiem Radzieckim” (przyznany przez ZG TPPR, 1976)[36]
- Wielki Oficer Orderu Zasługi Republiki Włoskiej (1965)[37]
- Order Flagi Narodowej I stopnia (KRLD, 1954)[38]
- Order Przyjaźni Narodów (ZSRR, 1974)[39]
- Złoty honorowy medal „Bojownikowi o Pokój” (1974, nadany przez prezydium Radzieckiego Komitetu Obrońców Pokoju)[40]
- Medal Sprawiedliwy wśród Narodów Świata (1988)[41]
- Złoty Medal Pokoju im. F. Joliot-Curie nadany przez Światową Radę Pokoju (1969)[42]
- Medal „20-lecia Światowej Rady Pokoju” (1969)[43]

## Nagrody i wyróżnienia
- Nagroda im. Leona Reynela (1937)[44]
- Nagroda Państwowa I stopnia za wybitne zasługi twórcze w literaturze polskiej (1952)[45]
- Nagroda Państwowa I stopnia za „Opowiadania” (2 tomy), „Opowieści zasłyszane” oraz tom poezji „Warkocz jesieni” (1955)[46][47]
- Międzynarodowa Leninowska Nagroda Pokoju Za Utrwalenie Pokoju Między Narodami (1970)[48].
- Tytuły doktora honoris causa Uniwersytetu Warszawskiego (1971)[49] i Jagiellońskiego (1979)
- Dyplom uznania MSZ za wybitne osiągnięcia w propagowaniu polskiej kultury za granicą w 1972 (1973)[50]
- Nagroda „Miesięcznika Literackiego” (1976) za książkę Petersburg[51]
- Wpis do „Księgi zasłużonych dla województwa tarnobrzeskiego” (1978)[52]
- Dyplom honorowy Związku Pisarzy ZSRR (1976)[53]

## Nawiązania w kulturze
Prawnuczka Jarosława Iwaszkiewicza Ludwika Włodek poświęciła życiu pisarza książkę pt. Pra, która została bestsellerem i była nominowana do kilku ważnych nagród.
Jarosław Iwaszkiewicz stał się bohaterem powieści Stulecie Winnych Ałbeny Grabowskiej. W jego rolę w serialu o tym samym tytule wcielili się Maciej Pesta (sezon 1.) oraz Mariusz Bonaszewski (sezon 2.).

## Patron
W dniu 13 października 1984 imieniem Jarosława Iwaszkiewicza nazwano szkołę ponadgimnazjalną nr 2 w Sochaczewie. Była to wielka uroczystość z udziałem córki Jarosława Iwaszkiewicza – Marii Iwaszkiewicz. 1 września 2001, w wyniku połączenia Zespołu Szkół Zawodowych nr 2 im. Jarosława Iwaszkiewicza z Zespołem Szkół Zawodowych nr 3 w Sochaczewie, powstał Zespół Szkół im. Jarosława Iwaszkiewicza nr 2 w Sochaczewie. Od 1968 Jarosława Iwaszkiewicza na swojego patrona wybrał Zespół Szkół Ogólnokształcących w Nasielsku. W 1985 został patronem Szkoły Podstawowej nr 2 w Zgorzelcu. Ponadto jest patronem Zespołu Szkół Gastronomicznych w Bydgoszczy oraz I Liceum Ogólnokształcącego w Namysłowie. Jarosław Iwaszkiewicz jest również patronem Szkoły Podstawowej nr 4 w Sandomierzu od 1986. Od 14 października 1982 jego imię posiada także Liceum Ogólnokształcące w Brzezinach. Od 30 maja 1981 jest patronem Liceum Ogólnokształcącego w Brwinowie. Od 15 maja 1986 jest patronem szkoły podstawowej nr 55 w Krakowie. Nadanie imienia odbyło się podczas uroczystości z udziałem Marii Iwaszkiewicz-Wijdowskiej – córki Jarosława Iwaszkiewicza. 17 czerwca 1981 Zespół Szkół Zawodowych w Twardogórze otrzymał sztandar i imię Jarosława Iwaszkiewicza, a od września 2019 pełna nazwa szkoły to Zespół Szkół Ponadpodstawowych im. Jarosława Iwaszkiewicza w Twardogórze.
Jest patronem ławeczki w Parku Ratuszowym w Krakowie w dzielnicy XVIII Nowa Huta, o czym informuje tabliczka. Patroni ławeczek w przestrzeni publicznej są wybierani w ramach projektu Kody Miasta realizowanego przez Krakowskie Biuro Festiwalowe, operatora tytułu Kraków Miasto Literatury UNESCO, którym Kraków został uhonorowany w 2013 roku.
Jest patronem miejskich bibliotek publicznych w Lęborku, Obornikach Śląskich i Sępólnie Krajeńskim.